# John Latham (Ornithologe)

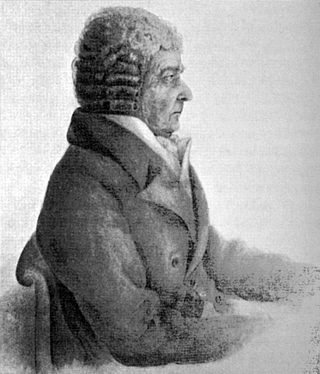
John Latham

John Latham (* 27. Juni 1740 in Eltham; † 4. Februar 1837 in Winchester) war ein britischer Arzt, Ornithologe, Naturforscher und Autor.

## Leben und Wirken
Als Arzt praktizierte Latham in Dartford in der englischen Grafschaft Kent. Er ging 1796 in den Ruhestand und zog nach Hampshire.
Seine berühmtesten Werke sind: A general synopsis of birds (1781–1801) und A general history of birds (1821–28). A general synopsis of birds war auch Lathams erstes ornithologisches Werk und beinhaltete 106 von ihm gezeichnete Illustrationen. Es beschrieb viele neue Arten, die er in verschiedenen Museen und Kollektionen entdeckt hat. Wie Leclerc de Buffon (1707–1788) legte er keinen Wert auf die Nomenklatur dieser Arten. Später jedoch bemerkte Latham, dass nur die binomiale Nomenklatur, wie Carl von Linné (1707–1778) sie verwendete, ihm den nötigen Respekt erbringen würde, diese Arten als auch von ihm bestimmt anzuerkennen. Also publizierte er 1790 den Index ornithologicus, worin er jeder von ihm bis jetzt beschriebenen Vogelart einen binomialen Namen gab. Doch zu seinem Leid war Johann Friedrich Gmelin (1748–1804) schneller und gab in seiner eigenen Version von Linnés Systema Naturæ diesen Arten einen wissenschaftlichen Namen. 
Latham besaß eine der größten privaten Vogelsammlungen seiner Zeit, die sein Vermögen verschlang. Sie wurde stückweise versteigert, die Versteigerung dauerte über ein Jahr, anwesend waren auch Vertreter der großen Museen Europas, so dass sich Stücke aus seiner Sammlung in zahlreichen Museen finden. Der Versteigerungskatalog ist eine wichtige Quelle zur damaligen Ornithologie. 
Latham wurde als „Großvater der australischen Ornithologie“ bekannt. Er studierte australische Vögel, die im letzten Viertel des 18. Jahrhunderts in England eintrafen. Bis dahin unbenannten Vögeln gab er wissenschaftliche Namen. Darunter waren der Emu (Dromaius novaehollandiae), der Weißhaubenkakadu (Cacatua alba), der Keilschwanzadler (Aquila audax), der Graurückenleierschwanz (Menura novaehollandiae), der Australische Flötenvogel (Gymnorhina tibicen) und der Schwarzschwan (Cygnus atratus). Er beschrieb auch als erster den Hyazinthara (Anodorhynchus hyacinthinus).
Latham wurde 1775 in die Royal Society gewählt und war Mitbegründer der Linnean Society of London. 1794 wurde er zum Mitglied der Deutschen Akademie der Naturforscher Leopoldina gewählt.

## Werke
- A general synopsis of birds. 3 Bände und 2 Supplemente. White / Leigh & Sotheby, London 1781–1802.
  - Allgemeine Übersicht der Vögel. 7 Bände. Aus dem Englischen übersetzt, mit Anmerkungen und Zusätzen von Johann Matthäus Bechstein. Weigel, Nürnberg 1792–1811.
- Index ornithologicus, sive systema ornithologiae, complectens avium divisionem in classes, ordines, genera, species, ipsarumque varietates. 2 Bände. Leigh et Sotheby, London 1790.
- Faunula Indica id est Catalogus animalium Indiae orientalis. Gebauer, Halle 1795.
- A general history of birds. 10 Bände. Jacob & Johnson, Winchester 1821–1828.